# Reta numérica
Reta numérica é uma reta que representa o conjunto dos números reais (ver mais detalhes em Reta Real).
Ela pode estar tanto na horizontal quanto na vertical. No centro da reta fica o zero, que é sua origem.
No caso de a reta ser horizontal, temos do lado direito da origem os números positivos ex:+4 , e do lado esquerdo da origem os números negativos.
No caso de a reta ser vertical, temos acima da origem os números positivos, e, abaixo da origem, os números negativos.
A distância de um número ao zero é chamado de módulo ou valor absoluto. Ex: -5 = 5; |5| = 5 +5
Se um número é equidistante a outro em relação ao zero, dizemos que estes números  são opostos. Ex: +2 e -2 são opostos.
Entre um número inteiro e outro na reta existem infinitos outros números.
Para saber mais:
números naturais,
números racionais,
números inteiros,
números irracionais,
Conjuntos numéricos.